# Versailles (Indiana)
Versailles és una població dels Estats Units a l'estat d'Indiana. Segons el cens del 2000 tenia 1.784 habitants.

## Demografia
Segons el cens del 2000, Versailles tenia 1.784 habitants, 746 habitatges, i 492 famílies. La densitat de població era de 450,2 habitants/km².
Dels 746 habitatges en un 31,6% hi vivien nens de menys de 18 anys, en un 50,4% hi vivien parelles casades, en un 12,5% dones solteres, i en un 34% no eren unitats familiars. En el 31,5% dels habitatges hi vivien persones soles el 16,1% de les quals corresponia a persones de 65 anys o més que vivien soles. El nombre mitjà de persones vivint en cada habitatge era de 2,36 i el nombre mitjà de persones que vivien en cada família era de 2,93.
Per edats la població es repartia de la següent manera: un 25,7% tenia menys de 18 anys, un 10,1% entre 18 i 24, un 26,2% entre 25 i 44, un 22,2% de 45 a 60 i un 15,8% 65 anys o més.
L'edat mediana era de 36 anys. Per cada 100 dones de 18 o més anys hi havia 84 homes.
La renda mediana per habitatge era de 35.144 $ i la renda mediana per família de 41.442 $. Els homes tenien una renda mediana de 31.607 $ mentre que les dones 22.237 $. La renda per capita de la població era de 17.352 $. Entorn del 8,3% de les famílies i el 8,7% de la població estaven per davall del llindar de pobresa.

## Poblacions més properes
El següent diagrama mostra les poblacions més properes.